# (2305) King
(2305) King est un astéroïde de la ceinture principale.

## Description
(2305) King est un astéroïde de la ceinture principale. Il fut découvert le 12 septembre 1980 à Harvard par l'observatoire de l'université Harvard. Il fut nommé en honneur de Martin Luther King. Il présente une orbite caractérisée par un demi-grand axe de 2,79 UA, une excentricité de 0,03 et une inclinaison de 7,5° par rapport à l'écliptique.

## Compléments